# Nguyễn Thành Cung (thượng tướng)
Nguyễn Thành Cung (15/7/1953 - 1/12/2022) là một chính khách và tướng lĩnh cấp cao của Quân đội nhân dân Việt Nam, mang quân hàm Thượng tướng. Ông nguyên là Ban Chấp hành Trung ương Đảng Cộng sản Việt Nam khóa X, XI, Ủy viên Thường vụ Quân ủy Trung ương, nguyên Thứ trưởng Bộ Quốc phòng Việt Nam (2011—2016), Phó Chủ nhiệm Tổng cục Chính trị (2010—2011).

## Thân thế và binh nghiệp
Nguyễn Thành Cung sinh ngày 15 tháng 7 năm 1953 tại xã Lộc Hưng, huyện Trảng Bàng, tỉnh Tây Ninh.
Từ tháng 5 năm 1968 đến tháng 8 năm 1969, Thành Cung đã tham gia Du kích xã Lộc Hưng, huyện Trảng Bàng, tỉnh Tây Ninh (nay là phường Lộc Hưng, thị xã Trảng Bàng). Từ tháng 9 năm trở đi ông là chiến sĩ, Tiểu đội phó, Tiểu đội trưởng, Đại đội 4; Đội phó Đội pháo; Chính trị viên Đại đội 3; Trợ lý Chính trị Ban Chỉ huy Quân sự huyện Trảng Bàng, tỉnh Tây Ninh.
Từ tháng 2 năm 1979 đến tháng 9 năm 1982, ông phụ trách Chính trị viên Tiểu đoàn 17/Trung đoàn 174/Đoàn 7702/MT779; Học viên Trường Văn hóa Quân khu 7.
Năm 2004, được bổ nhiệm làm Bí thư Đảng ủy, Chính ủy Quân khu 7, đồng thời thăng quân hàm Thiếu tướng. Tháng 4 năm 2006, ông được bầu vào Ban Chấp hành Trung ương Đảng Cộng sản Việt Nam tại Đại hội Đảng toàn quốc lần thứ X.
Năm 2008, thăng quân hàm Trung tướng.
Năm 2010, được bổ nhiệm làm Bí thư Đảng ủy Cơ quan, Phó Chủ nhiệm Tổng cục Chính trị Quân đội nhân dân Việt Nam.
Ngày 3 tháng 7 năm 2011, được bổ nhiệm giữ chức vụ Thứ trưởng Bộ Quốc phòng.
Ngày 05 tháng 12 năm 2011, Thay mặt Đảng và Nhà nước, Chủ tịch nước Trương Tấn Sang đã trao quyết định thăng quân hàm từ trung tướng lên thượng tướng cho Ủy viên Trung ương Đảng, Ủy viên Thường vụ Quân ủy Trung ương, Thứ trưởng Bộ Quốc phòng Nguyễn Thành Cung.
Tháng 7 năm 2016, Nguyễn Thành Cung nghỉ hưu.

## Qua đời
Nguyễn Thành Cung đã qua đời vào lúc 18 giờ 15 phút ngày 1 tháng 12 năm 2022 tại nhà riêng. Tang lễ của ông được thực hiện tại gia đình và tại Nhà tang lễ Quốc gia phía Nam.
Lễ truy điệu và đưa tang được diễn ra vào ngày 5 tháng 12 năm 2022. Ông được an táng tại Nghĩa trang Thành phố Hồ Chí Minh.

## Huân chương
- Huân chương Độc lập hạng Nhì
- Huân chương Chiến công hạng Nhì
- Huân chương Chiến công giải phóng hạng Ba
- 2 Huân chương Chiến công giải phóng hạng Nhì
- Huân chương Kháng chiến chống Mỹ, cứu nước hạng Ba
- Huân chương Chiến sĩ vẻ vang hạng Nhất, Nhì, Ba
- Huy chương Quân kỳ Quyết thắng
- Kỷ niệm chương Vì sự nghiệp vũ trang quần chúng
- Huy hiệu 50 năm tuổi Đảng

## Lịch sử thụ phong quân hàm
| Quân hàm |             |             |              |  |  |  |  |  |  |  |  |
| Cấp bậc  | Thiếu tướng | Trung tướng | Thượng tướng |  |  |  |  |  |  |  |  |
|          |             |             |              |  |  |  |  |  |  |  |  |